# Igreja de São Nicolau, o Órfão
Igreja de São Nicolau, o Órfão (em grego: Ἅγιος Νικόλαος ὁ Ὀρφανός; romaniz.: Agios Nikolaos o Orphanós) é uma igreja bizantina do começo do século XIV situada no canto noroeste da cidade velha de Salonica, na Grécia, apenas dentro do muro oriental, entre as ruas Irodotou e Apostolou Pavlou. É integrante dos Monumentos Paleocristãos e Bizantinos de Salonica da lista de Patrimônio Mundial da Unesco desde 1988.

## História e descrição
O nome da igreja, "São Nicolau, o Órfão", é atestado pela primeira vez nos séculos XVII e XVIII, e presumivelmente refere-se para seu ctetor (fundador) de outro modo desconhecido. De sua decoração interna, o edifício é datado do período 1310-1320. A igreja originalmente formou parte dum mosteiro, cujos traços (restos de um portão) sobrevivem a leste. Foi originalmente construída como um simples edifício com apenas um corredor e um telhado de madeira gablete. Mais tarde, corredores foram adicionados nos três lados. Eles formam um deambulatório, sob cujo chão várias sepulturas foram encontradas. A alvenaria apresenta camadas irregulares de tijolo e pedra, com alguns cerâmicos no lado oriental e decoração em tijolo nos lados oriental e ocidental. No interior, o corredor central está conectado aos demais com aberturas duplas decoradas com capiteis da antiguidade tardia reutilizados. O templo original de mármore da igreja sobrevive.
A igreja é mais notável por seus afrescos, contemporâneas à construção da igreja, enquanto cobre quase a superfície interior inteira. Os afrescos são um exemplo da escola salonica no auge da Renascença Paleóloga, e seus criadores podem ser os mesmos que decoraram o Mosteiro Hilandar no monte Atos em 1314. A igreja esteve relacionado com o rei sérvio Estêvão II Milutino (r. 1282–1321), que é conhecido por ter patrocinado igrejas na cidade, por conta da representação no corredor principal da São Jorge Gorgo, o santo patrono do governante sérvio, e São Clemente de Ócrida, um motivo favorito das igrejas sérvias. O mosteiro continuou a funcionar através do período otomano. Os afrescos foram descobertos em 1957–1960 durante trabalhos de restauração.

## Galeria

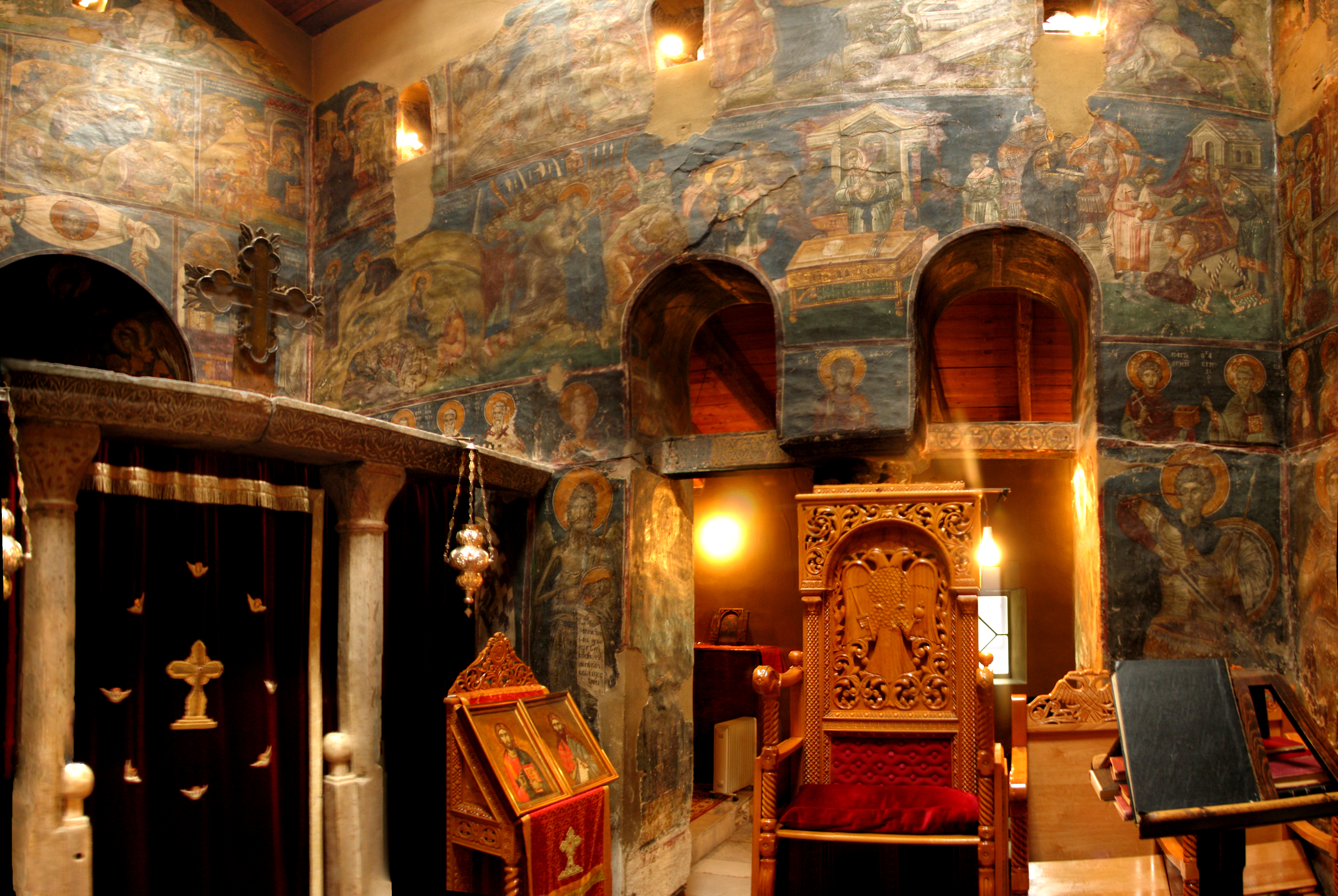
Interior da igreja
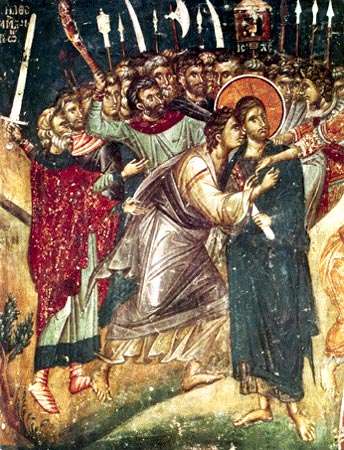
Afresco do Beijo de Judas
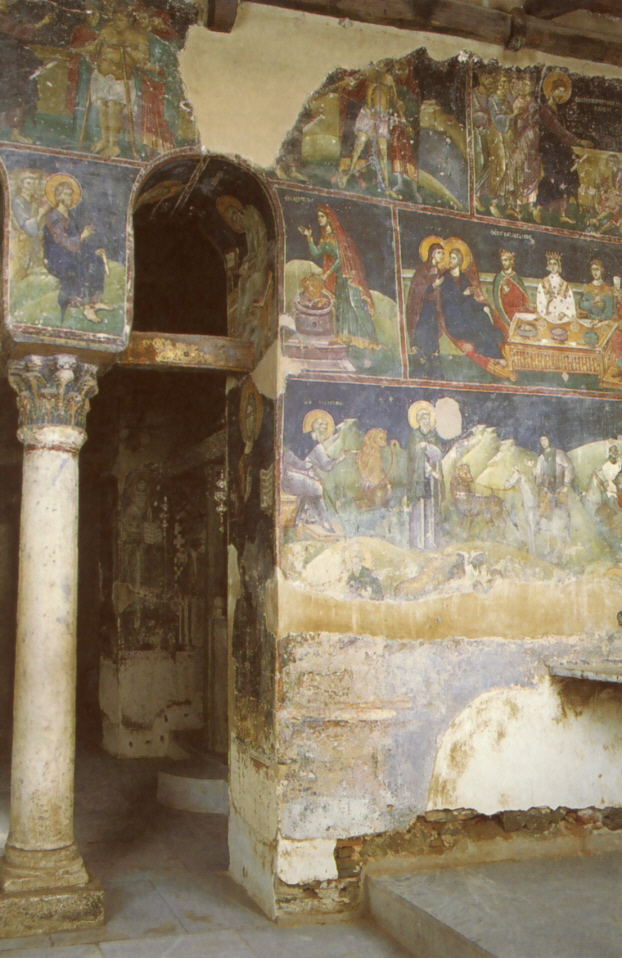
Afrescos da igreja